# Tino Mewes
Tino Mewes (* 5. April 1983 in Berlin) ist ein deutscher Schauspieler und Synchronsprecher.

## Leben

### Ausbildung
Mewes besuchte die Theaterwerkstatt Charlottenburg und zwischen 2001 und 2004 die Hochschule für Schauspielkunst „Ernst Busch“ in Berlin. Anschließend war er für zwei Spielzeiten im Ensemble des Thalia Theaters in Hamburg.

### Film und Fernsehen
Mewes ist Film- und TV-Schauspieler. Ab 2011 wirkte er in 27 Folgen der Comedy-Serie Danni Lowinski mit: Als Hannes übernahm er in der zweiten Staffel den Schlüsseldienst im Keller des Einkaufszentrums und trat damit sozusagen die Nachfolge von Elyas M’Barek an, der nach 13 Folgen ausgestiegen war. Im Kino spielte Mewes unter anderem in Was nützt die Liebe in Gedanken, Die Welle und verkörperte in Der Rote Baron den Fliegerleutnant Kurt Wolff. Er absolvierte Gastauftritte in renommierten Fernsehkrimis wie Tatort, Wilsberg oder Ein Fall für zwei. Er war außerdem in einer Folge der Vorabendserie In aller Freundschaft – Die jungen Ärzte als Rettungsassistent Noah Reimers zu sehen.

### Musiker
Als Lado Youngler tritt er auch mit eigenen Liedern mit seiner Rockband auf.
Mewes ist ein Enkel des Musikwissenschaftlers Werner Sellhorn und Neffe des Sängers Karsten Troyke.

## Filmografie
- 2001: Cuba, Regie: Maurus vom Scheidt
- 2001: Epsteins Nacht
- 2002: Fickende Fische
- 2002: liegen lernen
- 2002: Erste Liebe
- 2002: Die Pfefferkörner (Fernsehserie, Folge: Hundeliebe)
- 2004: Kleinruppin forever
- 2004: Was nützt die Liebe in Gedanken
- 2004: Die Nacht der lebenden Loser
- 2004: Delphinsommer
- 2005: Rose
- 2005: Der Vater meiner Schwester
- 2007: Tatort – Spätschicht (Fernsehreihe)
- 2008: Das Wunder von Berlin
- 2008: Der Rote Baron
- 2008: 2er ohne
- 2008: Die Welle
- 2008: Kommissar Stolberg (Fernsehserie, Folge: Die besten Jahre)
- 2009: Mein Leben – Marcel Reich-Ranicki
- 2009: Schatten der Gerechtigkeit
- 2010: Zoe (Kurzfilm)
- 2010 Notruf Hafenkante (Fernsehserie, 2 Folgen)
- 2010, 2014: SOKO Stuttgart (Fernsehserie, 2 Folgen)
- 2010: Der Bergdoktor (Fernsehserie, Folge: Zweikämpfe)
- 2011: I Phone You
- 2011: Zimmer 205
- 2011–2013: Danni Lowinski (Fernsehserie, 27 Folgen)
- 2012: In jeder Beziehung (Fernsehfilm)
- 2012–2019: In aller Freundschaft (Fernsehserie, verschiedene Rollen, 3 Folgen)
- 2013: Nashorn im Galopp
- 2013: Die Frau in mir
- 2013: Unsere Mütter, unsere Väter
- 2013: Systemfehler – Wenn Inge tanzt
- 2013: Beste Freundinnen (Fernsehfilm)
- 2014: Der Alte (Fernsehserie, Folge: Spiel, Satz, Tod)
- 2014: Ein Fall für zwei (Fernsehserie, Folge: Gefahr hinter Gittern)
- 2014: Nichts für Feiglinge (Fernsehfilm)
- 2014: Die Schlikkerfrauen (Fernsehfilm)
- 2015: Letzte Spur Berlin (Fernsehserie, Folge: Allesfresser)
- 2015: In aller Freundschaft (Fernsehserie, Folge 702 "Wendemanöver")
- 2015: Tatort – Kälter als der Tod
- 2015: Wilsberg – 48 Stunden (Fernsehreihe)
- 2016: In aller Freundschaft – Die jungen Ärzte (Fernsehserie, Folge: Auf den zweiten Blick)
- 2016: Der Athen-Krimi – Trojanische Pferde (Fernsehreihe)
- 2016–2019: SOKO Wismar (Fernsehserie, verschiedene Rollen, 2 Folgen)
- 2016: Die Pfefferkörner (Fernsehserie, Folge: Wolke Sieben)
- 2017: Der Barcelona-Krimi – Tod aus der Tiefe (Fernsehreihe)
- 2017: Leningrad Symphonie
- 2017: Lotta & der Ernst des Lebens
- 2017: Tatort – Sturm
- 2017: Königin von Niendorf
- 2018: Familie Wöhler auf Mallorca (Fernsehfilm)
- 2018: Nord bei Nordwest – Sandy (Fernsehreihe)
- 2018, 2021, 2024: SOKO Leipzig (Fernsehserie, Folgen: Missing in Action, Rette sich, wer kann, Die Entscheidung)
- 2019: Pastewka (Fernsehserie, 5 Folgen)
- 2019: Der Bergdoktor (Fernsehserie, Folge: Zeit der Wölfe)
- 2019: Morden im Norden (Fernsehserie, Folge: Gefangen)
- 2019: Die Informantin – Der Fall Lissabon
- 2020: WaPo Bodensee (Fernsehserie, Folge: Blackout)
- 2021: Du sollst nicht lügen (Miniserie)
- 2022: 1899
- 2024: Daheim in den Bergen: Wunsch und Wirklichkeit (Fernsehreihe)
- 2024: Blutige Anfänger (Fernsehserie, Folge: Bis dass der Tod euch scheidet)
- 2024: Friesland (Fernsehreihe, Folge Sturmmöwen)

## Hörspiele
- 2013: Patricia Görg: Die Unkontaktierten – Regie: Hans Gerd Krogmann (Hörspiel – DKultur)
- 2014: Tim O’Brien: Was sie trugen/The Things They Carried – Regie: Harald Krewer (Hörspiel – DKultur)
- 2015: Lena Müller: Zum Tal abfallende Landschaften (Sanfter Junge) – Regie: Anouschka Trocker (Hörspiel – RBB/SR)